# Euphorbia balakrishnanii
Euphorbia balakrishnanii là một loài thực vật có hoa trong họ Đại kích. Loài này được Binojk. & Gopalan mô tả khoa học đầu tiên năm 1998.